# Кенду-пайп
Трубка Кенду — діатрема кімберлітового поля Березових гір на півночі Альберти, Канада. Вважається, що вона утворилася приблизно 75 мільйонів років тому під час пізнього крейдяного періоду, коли ця частина Альберти була вулканічно активною. 

## Дивіться також
- Список вулканів Канади